# 23 Marina

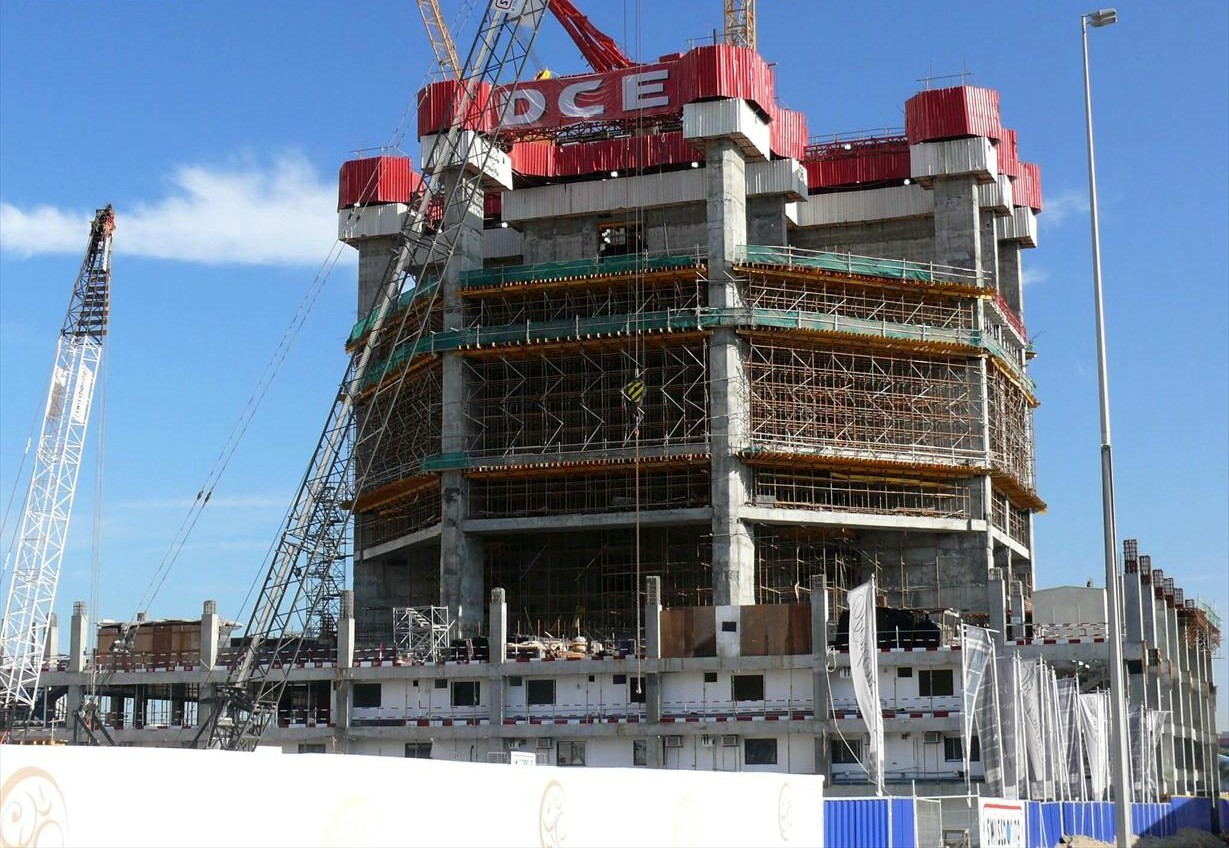
23 Marina under byggnation i januari 2008.

23 Marina är en 395 meter hög skyskrapa i Dubai Marina, Dubai. Skyskrapan har 90 våningar, och när den var klar 2012 var den världens högsta bostadshus fram till färdigdställandet av närliggande Princess Tower. Skyskrapan uppförs åt Hiranandani group från Bombay, Indien. Den innehåller bland annat 57 pooler och inflyttning i lägenheterna påbörjades i augusti 2011.